# تمييز عكسي

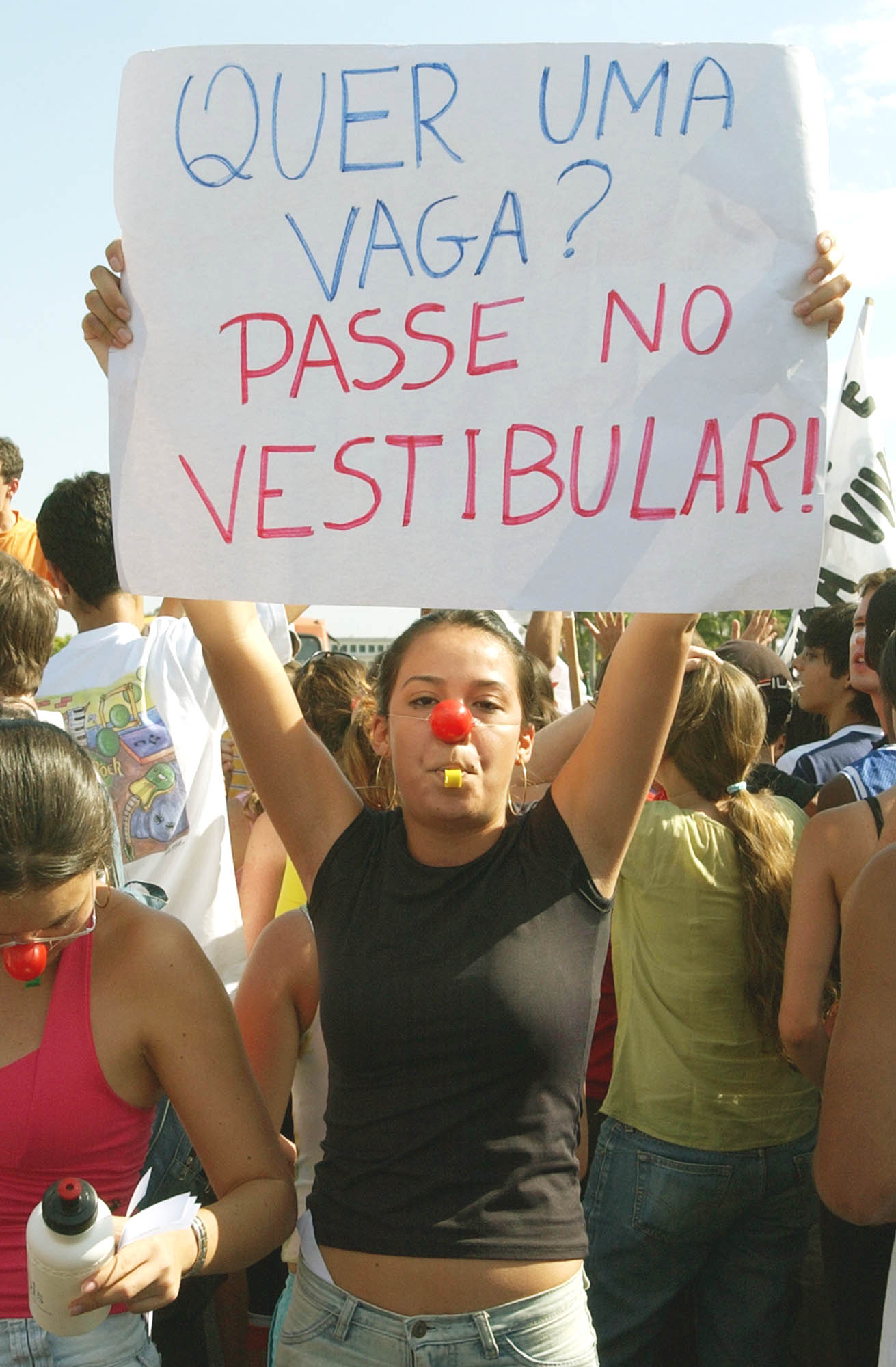

التمييز العكسيّ (بالإنجليزيّة: Reverse discrimination) هو التمييز ضد مجموعة أغلبيّة مهيمنة في المجتمع، لصالح أعضاء أقليّة أو مجموعة مغبونة تاريخيًّا. يمكن تعريف المجموعة من خلال مفاهيم الإعاقة والإثنيّة والعائلة والمكانة والهويّة الجندريّة والقوميّة والعِرق والدين والجنس والتوجه الجنسيّ أو عوامل أخرى. قد يسعى هذا التمييز إلى مخاطبة اللامساواة الاجتماعيّة الواقعة تحتها الأقليات، وإلى الظروف التي تمتعت بها مجموعة الأغلبيّة دون الأقليّة. وفي هذه الحالات، يكون الهدف هو إنهاء التمييز الذي واجهته الأقليّة. يمكن استخدام المصطلح أيضًا للإشارة إلى برامج التمييز الإيجابيّ. يُعرَّف التمييز العكسيّ بأنه المعاملة غير المتساوية لأعضاء مجموعة أغلبيّة نتيجة سياسات تفضيليّة، مثل التقدُّم للكليات أو التوظيف، وتكون تلك المعاملة بهدف معالجة تمييز سابق ضد الأقليّة.
صار مفهوم التمييز الإيجابيّ شائعًا بعد انتشار مفهوم التمييز العكسيّ في بداية ومنتصف السبعينات من القرن الماضي، تلك الفترة التي ركزت على معالجة غياب التمثيل العادل للأقليات والسياسات السابقة المؤدية للتمييز في الحكومة وعالم الأعمال.
يضع قانون بعض الدول، مثل المملكة المتحدة، تفريقًا بين «مساواة الحكم» و«مساواة العائد»، بناءً على أن المعاملة المتماثلة قد تنتج لامساواة بدلًا من أن تمحيها. يعتبر مؤيدو هذا التفريق أنه مثال على التمييز العكسيّ.

## في محل العمل
عندما يُحرَم أعضاء مجموعة محددة من التوظيف، يُقال أن حصة تلك المجموعة من التوظيف أقل، وربما تستحق أن تنال المزيد على سبيل التعويض. وبالتالي تُعوَّض تلك المجموعة لغياب الفرصة أو التوظيف. وهكذا سيكون التمييز ضد المجموعة الموجودة بالفعل في محل العمل، حتى لو لم يُرفض توظيفهم بالماضي. من أمثلة ذلك، محاولة بعض الشركات تعيين المزيد من النساء من أجل تحقيق الإرشادات الفيدراليّة. ولفعل ذلك ربما ترفض المنظمة فرصًا للرجال بنفس المواصفات. فإذا كان المغزى من التمييز العكسيّ محاولة تعويض مجموعة متضررة، لن ينفع هذا التمييز إذا كان المُفضَلون خارج الضحايا الأصليين لهذا التمييز. علاوة على ذلك، ليس المستفيدون الحاليون من التمييز العكسيّ هم نفس الأشخاص المتضررين من التمييز الأصليّ، ولا المُكلَفون بتطبيق التمييز العكسيّ حاليًا هم نفس الممارسين السابقين للتمييز الأصليّ. ولذلك يدور الجدل حول التمييز العكسيّ باعتباره لا يرتبط بهدف تعويض الظلم السابق، وغير عادل لأولئك من ذوي المؤهلات العليا المرفوضين.
تجادل الأغلبيّة بأنهم يتعرَّضون للتمييز أثناء التوظيف بسبب سياسات التمييز الإيجابيّ للحكومة. إلا أن نُقاد هذه الُحجة يقولون أن «رمزيّة» الوظيفة يجب أن توضع في الحسبان بالإضافة للمؤهلات. يشعر البعض أنه لا يجب بناء قرار التمييز ضد مجموعة من الناس على أساس الرمزيّة بل على أساس الحقائق الموضوعيّة القابلة للتحقق منها. يقول توماس سويل أن معنى كلمة «مؤهَل» اتسع ليصير بمعنى «مؤهَل للتدريب»، والدعم «المتاح» أصبح شاملًا للنساء غير العاملات (بسبب رفاهية أزواجهم غالبًا).

## الدول

### الاتحاد الأوروبي
يحدث التمييز العكسيّ في قانون الاتحاد الأوروبي عندما تعامل إحدى الدول الأعضاء في الاتحاد الأوروبيّ مواطنيها أو المنتجات المحليّة معاملة أسوأ من معاملة الدول الأوروبيّة الأخرى تحت القانون الأوروبيّ. يرجع ذلك إلى المبدأ القانونيّ عن التبعيّة، حيث لا يوجد مجال لتطبيق القانون الأوروبيّ في الشئون المحليّة المحضة.

### الهند
يُحتفَظ بنسبة 50% من مقاعد المؤسسات الحكوميّة المحدودة للمؤهلات التعليميّة العليا إلى الطبقات الاقتصاديّة المغبونة في الهند. كما يمكن للمرشحين من الجانب المميز أن يحصلوا على مقعد من الـ50% المفتوحة للجميع إذا كان المُتقدِّم مؤهلًا بما فيه الكفاية، مما يزيد من حدة التمييز العكسيّ ضد المرشحين من الجانب المفتوح/العام. ونظرًا لعدم وجود أي مواصفات اقتصاديّة لتصنيف هذا التمييز، تبقى الأجزاء الفقيرة من الطبقة المميزة فقيرة، بينما تزداد الطبقات الثريّة ثراءً وتنعم بالفوائد لأجيال متعاقبة. كما سينتهي أي طريق يمكن للطبقات الفقيرة من الطبقة المفتوحة/العامة أن تلتحق من خلاله بالتعليم العالي حتى لو كانوا يتنافسون مع أفراد لا يستحقون في الامتحانات التنافسيّة. تختلف أحقيّة الدخول للامتحان بين الطبقات المميزة والطبقات المفتوحة بصورة كبيرة. يُستخدم المصطلح في الهند للاحتجاج ضد التمييز ونظام الحصص.

### المملكة المتحدة
يضع قانون المملكة المتحدة تفريقًا بين المساواة في الحكم والمساواة في العائد، خاصة في جانب حقوق الإعاقة. تنص بعض القوانين صراحة على أن معاملة طرفين معاملة متساوية ربما لا تنتج عائدًا متساويًا، مثل قانون تمييز الإعاقة 1995 وقانون المساواة 2010، وتشير تلك القوانين خصيصًا إلى المهمات والبيئة الفيزيائيّة والخدمة المُقدَّمة لهم ومدى مساواتها للعائد. يوفر القانون الحق لذوي الإعاقة أن يطلبوا «تعديلات معقولة» لضمان حصولهم على الوظائف والخدمات والبيئة التي توفر لهم نفس القدرة التي يتمتع بها الأصحاء. كتب نائب رئيس كلية الجراحين الملكيّة السابق دافيد روسين في مجلة Hospital Doctor في نوفمبر 2007: «لقد حان الوقت للحديث عن التمييز العكسيّ مع احترام مكافآت الجدارة» ويضيف «تتلقى النساء والأقليات الإثنيّة معاملة تفضيليّة لإشباع بعض الحصص الاصطناعيّة».

### الولايات المتحدة
أصبح التمييز الإيجابيّ في الولايات المتحدة محل جدل ونزاع. يدافع المؤيدون عنه كوسيلة لإنهاء وتصحيح التمييز. بينما يصفه المعارضون بأنه نوع جديد من التمييز. ارتفع عدد حالات التمييز العكسيّ طبقًا للجنة تكافؤ فرص العمل في التسعينات للضعف ويستمر في الزيادة معبرًا عن كل حالات التمييز.
جمعت دراسة أجراها س. ك. كامارا وم. ب. أوربي سرديات من أفراد يصفون مواقف عانوا فيها التمييز بناءً على مكانتهم في مجموعة الأغلبيّة (حالات تمييز عكسيّ). يُبلِّغ كثيرون من ذوي البشرة البيضاء عن حالات تمييز بسبب عِرقهم، بالإضافة لحالات التمييز الجندريّ. وعدد صغير من المغايرين جنسيًا أنهم عانوا من التمييز بسبب توجههم الجنسيّ.

## الكليات
في 1996، اضطرت جامعة تكساس إلى إرجاء استخدام التفضيلات العِرقيّة في التقديم للكلية بعد قرار الدائرة الخامسة لمحكمة الاستئناف في الولايات المتحدة بمنع المدرسة من اعتبار العرق أثناء قبول الطلبة. يقول الحاكمون أن التنوع لا يبرر اتخاذ قرارات مبنيّة على العِرق. أقام أربعة رجال بيض قضية Hopwood v. Texas، حيث رُفضت طلباتهم للتقديم إلى كلية تكساس للقانون، بالرغم من أن درجاتهم أعلى من أفراد مجموعة الأقليّة المقبولين. كما حصل الطلاب البيض على نتائج أعلى في امتحان القبول في كلية القانون، وكان هذا القرار بداية لحركة مطالبة بمنع التمييز الإيجابيّ، في كاليفورنيا 1997 وواشنطن 1998 وفلوريدا 1999.

## المعارضون
طبقًا لتقرير مُعد عام 1995، أعدَّه ألفريد بلوميرسون وقدمه لقسم العمل في الولايات المتحدة، سببت سياسات التمييز الإيجابيّ القليل من حالات التمييز العكسيّ ضد ذوي البشرة البيضاء. وجد التقرير أقل من 100 حالة تمييز عكسيّ بين أكثر من 3000 حالات تمييز في المنطقة الفيدراليّة ومحاكم الاستئناف من 1990 حتى 1994. يشير التقرير إلى خلو عدد مرتفع من الادعاءات للجدارة. يقول بلوميرسون في التقرير، أن الاستطلاعات القوميّة تُظهر أن القليل من ذوي البشرة البيضاء فقط تعرضوا للتمييز العكسيّ وأن 5 إلى 12% فقط من أبلغوا أنهم رُفضوا من الوظائف بسبب هذا التمييز. يشير بلوميرسون أن التقارير الموثقة في لجنة تكافؤ فرص العمل تضيف دليلًا جديدًا على أن التمييز العكسيّ ظاهرة نادرة: يدعيها 2% من الرجال البيض، أو بسبب التمييز الجنسيّ أو العِرقيّ أو بسبب الأصل القوميّ، و1.8% فقط من النساء يبلغن عن تمييز عِرقيّ.
وجدت التقارير الجديدة للجنة تكافؤ فرص العمل أن أقل من 10% من الشكاوى المبنية على العِرق كانت من البيض، و18% من الشكاوى المتعلقة بالجندر، و4% من القضايا فقط كانت من الرجال. يظهر تحليل الأدلة المزيد، حيث سُئل ذوو البشرة البيضاء إذا كانوا خسروا وظيفة أو ترقية أو تقديم لكلية بسبب العِرق، وأظهرت النتائج أن من قالوا نعم تصل نسبتهم إلى: 2% إلى 13%.

## أمثلة عن التمييز العكسي
جعل التوظيف أو الترويج لقرارات لصالح الأقليات، على الرغم من الخبرة أو الأقدمية من القوقاز أو الذكور أو غيرهم من المتقدمين للأغلبية.
توظيف النساء أو ترقيتهن فقط على أساس جنسهن على الذكور المتساوين أو المؤهلات.
رفض توظيف أو إطلاق النار على أشخاص دون سن الأربعين لصالح توظيف أشخاص تجاوزوا الأربعين من العمر.
رفض مقدم الطلب للمدرسة بينما يعترف بمقدم طلب الأقلية على أساس العرق فقط (ذكرت المحاكم أنه لا يجوز استخدام العرق إلا كعامل "في قرارات مقدم الطلب التعليمي).

### التمييز العكسي في التوظيف
كافحت المحاكم مع مختلف أنواع قضايا التمييز، بما في ذلك تلك التي تعتبر "التمييز العكسي". بموجب الباب السابع من قانون الحقوق المدنية لعام 1964، لا يجوز لأرباب العمل التمييز على أساس العرق أو الجنس أو الجنس أو الدين أو الأصل القومي، بغض النظر عن هوية ضحية التمييز. بالإضافة إلى ذلك، بموجب الباب السابع، لا يجوز لأرباب العمل إنشاء برامج وسياسات قد يكون لها " تأثير متباين ""أو أثر سلبي على أعضاء طبقة محمية. ومع ذلك، فسرت المحاكم هذا وقوانين الولاية المماثلة بطرق مختلفة في قضايا التمييز مع غالبية المدعين (القوقاز، الذكر، الخ). على الرغم من بعض أشكال التمييز لصالح الأقليات وفقد تم تأييد المجموعات المحرومة تاريخياً مثل النساء، بينما لم تؤيدها مجموعات أخرى، ولا تزال قضية قانونية مثيرة للنزاع.

### التميز العكسي في الجامعات
في عام 1996، اضطرت جامعة تكساس إلى تأجيل استخدام التفضيلات العنصرية في القبول بالكلية بعد أن منعت محكمة الاستئناف الأمريكية للدائرة الخامسة المدرسة من النظر في العرق في قبول الطلاب. قرر الحكم أن التنوع في التعليم لا يمكن أن يبرر التمييز على أساس العرق. كانت قضية هوبوود ضد تكساس دعوى قضائية رفعتها أربعة طلبات بيضاء إلى كلية الحقوق في تكساس، والتي تم رفض قبولها رغم أن متوسط درجاتها كان أكبر من طلبات الأقليات التي تم قبولها. كان الطلاب البيض الأربعة أيضا لديهم درجات أعلى في اختبار القبول في كلية الحقوق وقد استند هذا القرار إلى حركة حظر العمل الإيجابي، الذي شهدته كاليفورنيا في عام 1997، وواشنطن في 1998، وفلوريدا في عام 1999.
ومع ذلك، في عام 2003، في قضية Grutter v. Bollinger ، سمحت المحكمة العليا لمدرسة القانون بجامعة ميتشيغان بمواصلة النظر في العرق بين عوامل التنوع الأخرى ذات الصلة. وكان هذا القرار هو أول سياسة العمل الإيجابي ذات الطابع القانوني والمحددة من أجل البقاء في المحاكم. ومع ذلك، فقد تسبب هذا الحكم في الارتباك بين الجامعات، والمحاكم الأدنى على حد سواء، فيما يتعلق بوضع العمل الإيجابي في جميع أنحاء البلاد.
في عام 2012، وصلت فيشر ضد جامعة تكساس إلى المحكمة العليا. استخدمت جامعة تكساس السباق كعامل في إنكار طلب أبيجيل فيشر، مما حرمها من المراجعة العادلة. أيدت المحاكم الدنيا البرنامج، لكن المحكمة العليا أخلت الحكم الصادر عن المحاكم الدنيا وأعادت القضية إلى الدائرة الخامسة لمراجعتها بشكل صحيح. بدأت الكليات في اعتبارها العرق في القبول لتصحيح التمييز، ولكنها بدورها تتعارض مع بند تكافؤ الفرص.